# Folco Portinari

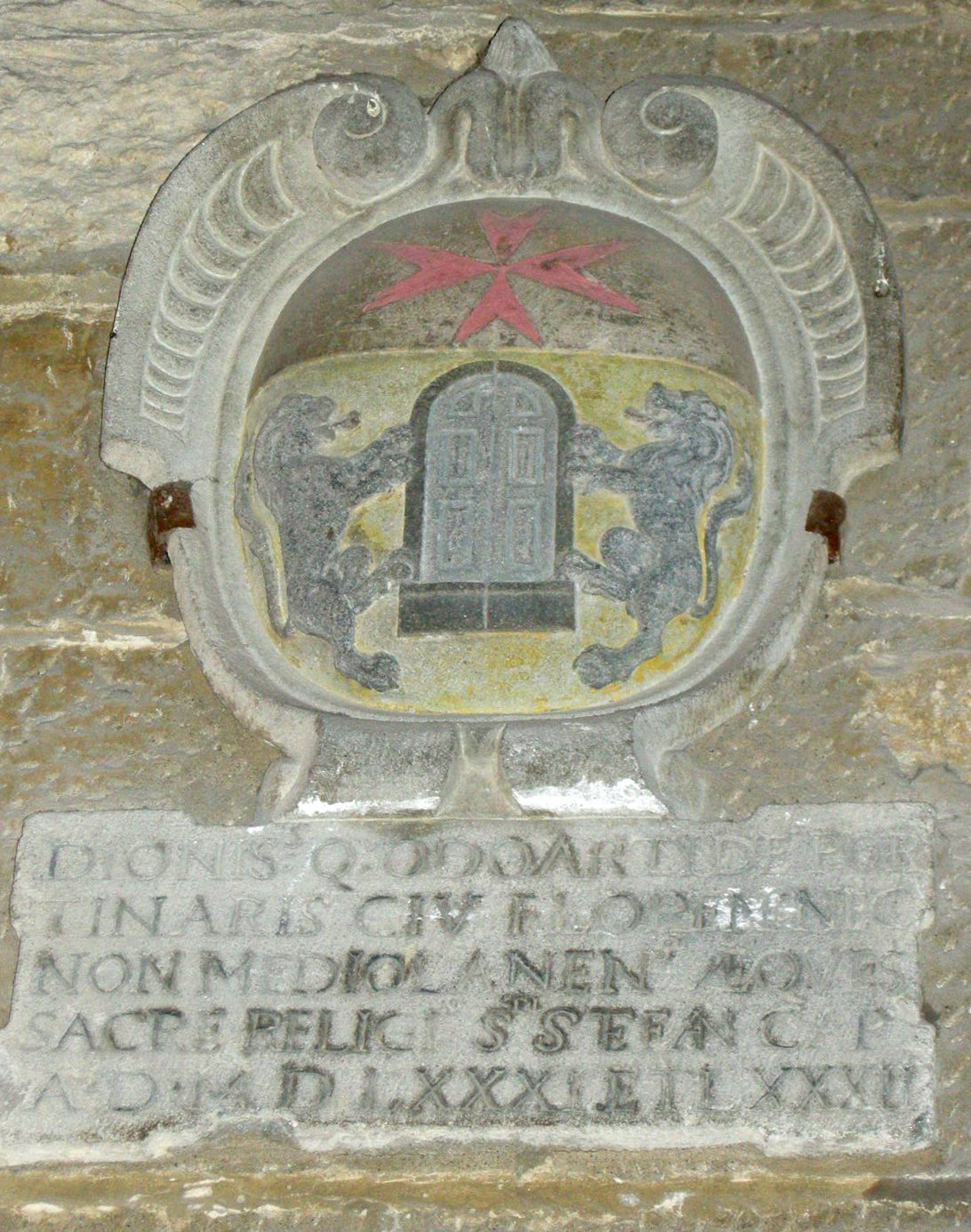
O brasão de Portinari no Palazzo dei Priori de Volterra.

Folco Portinari (falecido em 31 de dezembro de 1289) foi um banqueiro italiano e diversas vezes prior de Florença.  Ele era pai de Beatriz Portinari, a mulher identificada como a personagem amada por Dante Alighieri e citada em suas obras. 
Portinari nasceu na comuna de  Portico di Romagna, perto de Forlì. Ele doou grande parte de seus bens para construir o Hospital de Santa Maria Nuova em Florença em 1288.   Sua casa em Florença foi o futuro Palazzo Portinari Salviati. Ele foi sepultado na vizinha igreja de Santa Margherita de' Cerchi.